# اعتراضات ۲۰۱۱–۲۰۱۲ عربستان سعودی
اعتراضات ۲۰۱۱ در عربستان سعودی مجموعه‌ای از راهپیمایی‌ها، اعتراضات و نافرمانی‌های مدنی که در ۲۰۱۱ میلادی در کشور عربستان آغاز شده‌است و بخشی از اعتراضات در جهان عرب (۲۰۱۰–۲۰۱۱) به‌شمار می‌رود.

## اعتراضات مدنی
۲۹ بهمنماه گذشته صدها تن از شهروندان شیعه «عوامیه» در شرق عربستان در اعتراض به ادامه بازداشت سه تن از فعالان شیعه عوامیه در این شهر راهپیمایی سکوت برگزار کردند.
شماری از شهروندان سعودی نیز ۳ اسفند در مرکز شهر القطیف در شرق عربستان تجمع کردند و با سردادن شعارهای ضددولتی خواستار ایجاد اصلاحات در این کشور شدند.

## تعیین روز خشم
فعالان عربستان طی فراخوانی در شبکه اجتماعی فیس‌بوک روز ۲۲ اسفند (۱۳ مارس ۲۰۱۱ میلادی) را "روز خشم و اعلام انزجار مردم " از حکام سعودی اعلام و تأکید کردند در این روز تظاهرات گسترده و سراسری برگزار می‌کنند. آن‌ها صفحه‌ای با نام " ۱۳ مارس روز خشم در جزیره العرب " در شبکه اجتماعی "فیس‌بوک" باز کردند برای این امر اختصاص دادند.
این گروه از جوانان سعودی از طریق فراخوان خود خواستار ایجاد اصلاحات سیاسی، اجتماعی و اقتصادی در عربستان و برپایی نظام مشروطه سلطنتی در عربستان شدند.

## خواسته‌های معترضان
فعالان ۱۲خواسته خود از رژیم سعودی را مطرح کردند که بارزترین آن ایجاد نظام مشروطه بر اساس جدایی نظام پادشاهی از حکومت، تدوین قانون اساسی مکتوب و مصوب از سوی مردم که جدایی بین قوای دولتی را به رسمیت شناسد و شفاف عمل کردن مقامات و مبارزه با فساد و تشکیل دولتی در خدمت به مردم است.
از دیگر خواسته‌های معترضین، برگزاری انتخابات پارلمانی، ایجاد آزادی‌های عمومی، احترام به حقوق بشر، تأسیس نهادهای فعال جامعه شهروندی و لغو انواع تبعیض‌ها علیه شهروندان است.
فعالان اینترنتی بر اهمیت حقوق زنان و عدم تبعیض علیه آنها، برخورداری از دستگاه قضایی مستقل و عادل، توزیع عادلانه ثروت و حل جدی مشکل بیکاری تأکید کردند.

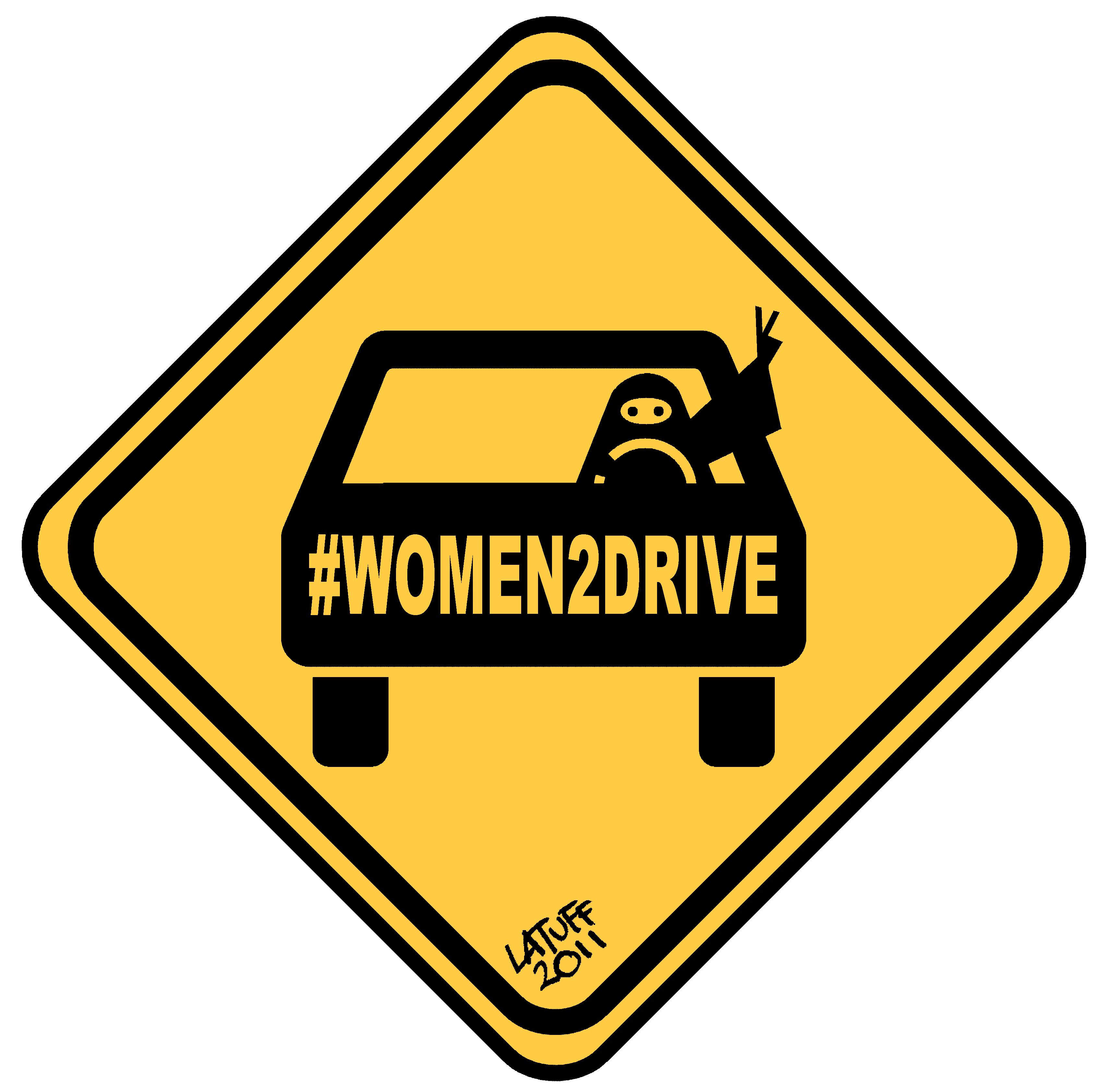
کاریکاتوری از درخواست زنان عربستانی مبنی بر حق رانندگی

## موضع حکومت
در ۴ مارس ۲۰۱۱ میلادی اعتراضات مخالفان از شهرهای احساء و قطیف به ریاض پایتخت عربستان سعودی کشیده شد بدنبال آن حکومت سعودی در روز بعد آن اعلام کرد از این پس هرگونه تظاهرات و تجمع اعتراض‌آمیز ممنوع می‌باشد و در صورت تکرار با برخورد شدید پلیس همراه خواهد بود.

## ۱۱ مارس (جمعه خشم)
مخالفان حکومت عربستان سعودی ۱۱ مارس را نیز (جمعه خشم) و اعتراضات اخیر را به نام انقلاب حنین (از جنگ‌های صدر اسلام) اعلام کردند و خواستار برپایی تظاهرات در ۱۷ شهر از جمله جده و ریاض شدند. روز قبل از آن در دو شهر مدینه و مکه و شب قبل از آن مردم دو شهر شیعه‌نشین القطیف و العوامیه (شرق عربستان) از مناطق مهم نفتی عربستان با شعار (به عربی: لاشیعیة لاسنیة وحدة وحدة اسلامیة) به فارسی: «نه شیعه نه سنی فقط وحدت اسلامی» در اعتراض به تداوم بازداشت زندانیان سیاسی و عدم ایجاد اصلاحات در ساختار سیاسی به خیابان‌ها ریختند. در دو شهر اخیر، در حالیکه مردم معترض شعارهای مسالمت‌آمیز سرمی دادند با برخورد شدید نیروهای امنیتی مواجه شدند و در شهر قطیف ۲نفر کشته و ده‌ها نفر زخمی شدند.